# ولی استریم (نیویورک)
ولی استریم، نیویورک (به انگلیسی: Valley Stream, New York) یک منطقهٔ مسکونی در ایالات متحده آمریکا است که در شهرستان ناساو، نیویورک واقع شده‌است.

## خصوصیات
ولی استریم ۹٫۰ کیلومترمربع مساحت و ۳۷٬۵۱۱ نفر جمعیت دارد و ۵ متر بالاتر از سطح دریا واقع شده‌است.